# Phallostethus dunckeri
Phallostethus dunckeri là một loài cá thuộc họ Phallostethidae. Nó là loài đặc hữu của Malaysia.